# Aeroportul Nop Goliat Dekai
Aeroportul Nop Goliat Dekai (IATA: DEX, ICAO: WAVD) este un aeroport din Yahukimo⁠(d), Papua Pegunungan⁠(d), Indonezia.
Situat la o altitudine de 55 m, aeroportul dispune de o singură pistă. Este operat de Kementerian Perhubungan Indonesia⁠(d).